# نيكولاي موروزوف
نيكولاي موروزوف (بالروسية: Морозов, Николай Александрович)‏ (و. 1854 – 1946 م) هو كيميائي، وعالم فلك، وشاعر، وكاتب من الإمبراطورية الروسية .
توفي عن عمر يناهز 92 عاماً.

## جوائز
حصل على جوائز منها:
- وسام لينين
- وسام الراية الحمراء من حزب العمال.

## روابط خارجية
- نيكولاي موروزوف على موقع ميوزك برينز (الإنجليزية)